# Praeantarctia
Praeantarctia is een geslacht van vlinders van de familie spanners (Geometridae), uit de onderfamilie Ennominae.

## Soorten
- P. albida Rindge, 1971
- P. decisa Heimlich, 1960
- P. indecisa Heimlich, 1956